# Promoe
Promoe, pseudonimo di Nils Mårten Sebastian Edh (Västerås Badelunda församling, 28 aprile 1976), è un rapper e cantante svedese.

## Biografia
Government Music (2001), primo album in studio, ha esordito al 36º posto della Sverigetopplistan. È poi uscito il secondo LP The Long Distance Runner (2004), fermatosi alla 13ª posizione.
White Man's Burden (2006) è stato il suo primo album a entrare la top ten svedese. Standard Bearer (2007), invece, ha debuttato in cima alla classifica.
Kråksången, presentato nel maggio 2009, ha fatto l'entrata nella classifica al 4º posto. Sono stati successivamente pubblicati i dischi Mellan passion & mani (2015), Fult folk (2016), Public Enemy e The Art of Losing (2019), e Spöken (2020).

## Discografia

### Album in studio
- 2001 – Government Music
- 2004 – The Long Distance Runner
- 2006 – White Man's Burden
- 2007 – Standard Bearer
- 2009 – Kråksången
- 2015 – Mellan passion & mani
- 2016 – Fult folk
- 2019 – Public Enemy (con Don Martin)
- 2019 – The Art of Losing
- 2020 – Spöken

### EP
- 2018 – Run Deep

### Mixtape
- 2009 – Bondfångeri

### Singoli
- 1999 – Off the Record
- 2000 – Naked Lunch/Of Men and Mics (con Timbuktu)
- 2001 – Yes Ayah/Stay
- 2001 – Prime Time/Chosen Few
- 2002 – The Bad Sleep Well (con Timbuktu)
- 2003 – Vertigo (con Timbuktu)
- 2003 – Blind Justice (con Timbuktu)
- 2009 – New Day
- 2009 – Blind (feat. Million Stylez)
- 2009 – Lullabies to Myself
- 2009 – The Logic of Dreams
- 2009 – Growing up on the Road (feat. CosM.I.C)
- 2009 – Sunday Morning
- 2009 – Generation Kill
- 2009 – Dressed to Kill Under a Full Moon
- 2010 – Never Follow
- 2011 – Folkmordsmiljonären
- 2015 – Sverigefiende (Fest mot våldsgrupp)
- 2015 – Farbror Brun (ACAB jajamensan)
- 2015 – 6:15
- 2016 – Fult folk (feat. Hurula)
- 2016 – Teh Ashker
- 2017 – Mr. Shatta (con Shamir)
- 2017 – Spraycan Stories, Pt. 2 (con i Looptroop Rockers ed Embee)
- 2017 – Vegan Pussy
- 2017 – Still Bangin
- 2017 – Terroritmo (con Embee)
- 2017 – Serenity
- 2018 – Valet (con Don Martin feat. Imchibeat)
- 2018 – Andrum
- 2018 – Vafan (con Don Martin)
- 2018 – Geni (con Don Martin)
- 2019 – Tattoo the City
- 2019 – Dawgmatics
- 2019 – Footwork (con Blizz Bugaddi feat. Linn)
- 2019 – Tiden
- 2020 – Tillsammans och i samråd
- 2020 – Snabb bil
- 2020 – Valet (Mosaikk) (con Don Martin)
- 2021 – Dirty Game (con Daniel Lemma e Partillo)
- 2021 – Livet finns i springorna (con Angelica Mava)
- 2021 – Life Ain't Pretty (con Blizz Bugaddi ed Elliphant)
- 2021 – The Truth Will Never Let Me Sleep (con Imchibeat)
- 2022 – Anomali (con Blizz Bugaddi)
- 2023 – Tacokväll (con Blizz Bugaddi)